# União das Associações Europeias de Futebol
A União das Associações Europeias de Futebol (em inglês: Union of European Football Associations), mais conhecida pelo acrônimo UEFA, é uma instituição de futebol filiada da FIFA.
Representando as federações nacionais da Europa, organiza nove competições entre nações e quatro entre clubes do continente. Além disso, controla a recompensação, regulamentos e direitos de mídia para essas competições. É uma das seis federações continentais da FIFA.
Das federações, de longe é a mais forte em termos financeiros e de influência no cenário internacional, rivalizando apenas em pequena escala com a CONMEBOL, da América do Sul. Virtualmente todos os melhores jogadores do mundo jogam em campeonatos europeus, particularmente na Inglaterra, França, Itália, Espanha e Alemanha. Muitas das selecções de maior força estão na UEFA. Possuindo o maior número de  vagas disponíveis nos torneios da FIFA, foram distribuídas entre selecções da UEFA na Copa do Mundo 14 e na Copa do mundo feminina 8.

## História

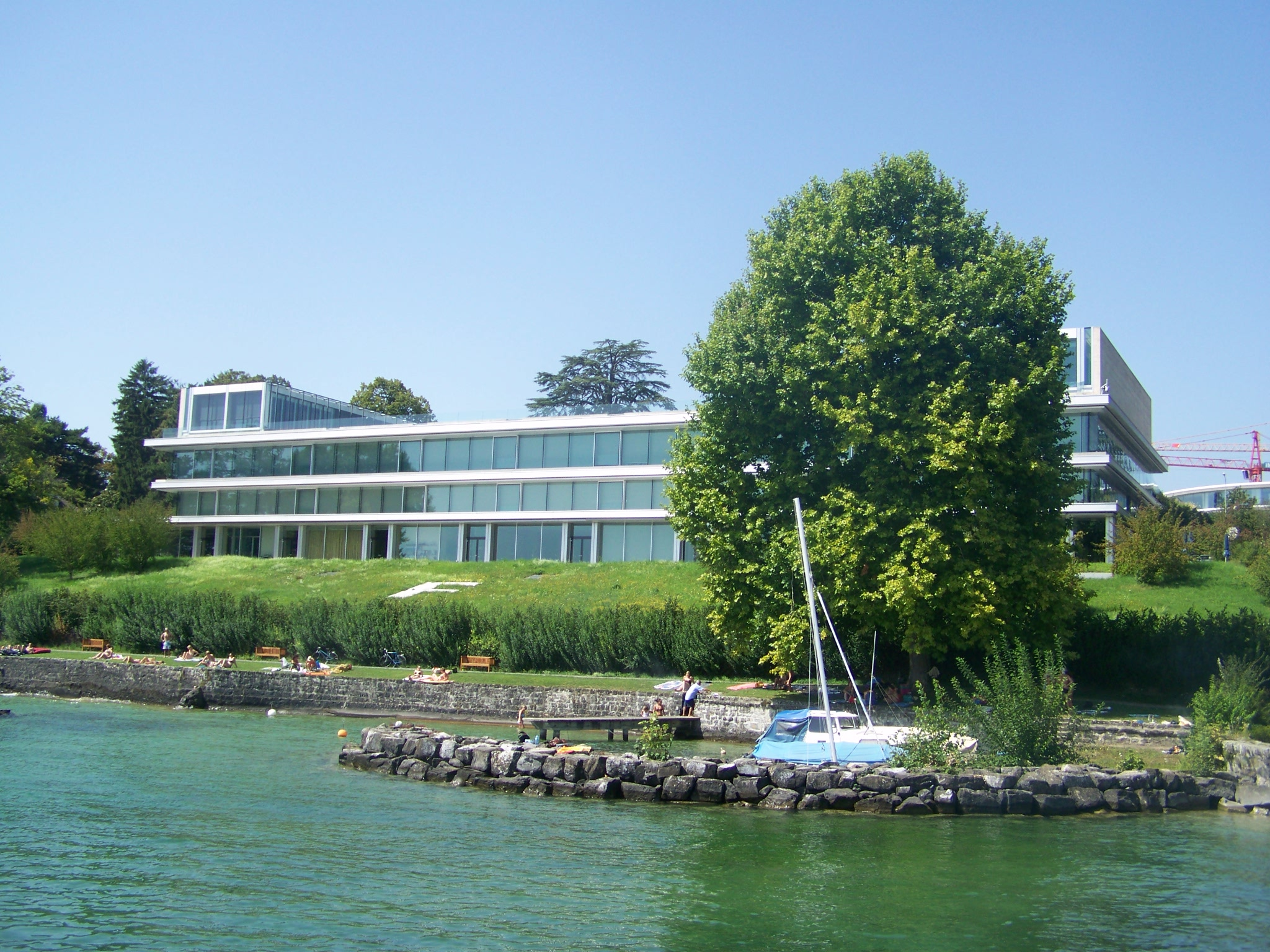
Sede da UEFA em Nyon, na Suíça.

A UEFA foi fundada a 15 de Junho de 1954 em Basileia, na Suíça como consequência de discussões entre as federações da França, Itália e Bélgica. A sede ficou instalada em Paris até 1959, ano em que acabou por mudar-se para a capital suíça Berna. Henri Delaunay foi o primeiro Secretário-Geral e Ebbe Shwartz o presidente. O seu centro administrativo desde 1995 é em Nyon, Suíça. Era inicialmente composta por 25 federações; atualmente são 55. A Liga dos Campeões é o seu torneio de clubes mais importante.

## Membros
| Albânia     | Alemanha    | Andorra            | Armênia              | Áustria    |
| Azerbaijão  | Bélgica     | Bielorrússia       | Bósnia e Herzegovina | Bulgária   |
| Cazaquistão | Chipre      | Croácia            | Dinamarca            | Escócia    |
| Eslováquia  | Eslovênia   | Espanha            | Estónia              | Finlândia  |
| França      | Geórgia     | Gibraltar          | Grécia               | Hungria    |
| Inglaterra  | Irlanda     | Irlanda do Norte   | Islândia             | Israel     |
| Itália      | Kosovo      | Letónia            | Liechtenstein        | Lituânia   |
| Luxemburgo  | Ilhas Faroé | Macedônia do Norte | Malta                | Moldávia   |
| Montenegro  | Noruega     | País de Gales      | Países Baixos        | Polónia    |
| Portugal    | Tchéquia    | Romênia            | Rússia               | San Marino |
| Sérvia      | Suécia      | Suíça              | Turquia              | Ucrânia    |

## Competições

### Liga dos Campeões
A Liga dos Campeões - originalmente conhecida como Taça dos Clubes Campeões Europeus - é a principal competição interclubes da Europa, e a competição de clubes mais mediática do mundo. Participam nela todos os campeões nacionais dos países filiados na UEFA, bem como outros clubes do topo de cada uma das ligas, de acordo com o ranking da UEFA (baseado nas participações dos clubes de cada membro nas 5 épocas anteriores). Decorre em paralelo com as competições nacionais do continente, de com a fase principal a decorrer entre setembro e maio do ano seguinte (com as pré-eliminatórias a decorrerem no verão).

### Liga Europa
A Liga Europa é a segunda competição de clubes da Europa. Participam nela as equipas que nos campeonatos nacionais se classificaram imediatamente a seguir às equipas apuradas para a Liga dos Campeões, e por algumas das equipas que foram eliminadas das pré-eliminatórias da Liga dos Campeões, levando a uma fase de grupos com 48 equipas. Às 24 equipas classificadas em 1º e 2º lugares de cada grupo, juntam-se as 8 equipas classificadas em 3º na fase de grupos da Liga dos Campeões, para disputar, em eliminatórias, a conquista do troféu. O vencedor da competição assegura um lugar na fase de grupos da Liga dos Campeões da época seguinte, assim como o direito a disputar a Supertaça Europeia.

### Liga Conferência
A Liga Conferência da Europa, cuja estreia está prevista para a temporada 2021–22 será a terceira competição de clubes da Europa. Será uma competição que irá replicar a renovada Liga Europa: fases de qualificação até a uma fase de grupos com 32 equipas. 17 destas vagas serão disputadas por clubes com base na sua classificação nos campeonatos nacionais (lugares imediatamente a seguir às equipas classificadas para a Liga Europa) e os restantes 15 serão disputados por equipas que foram eliminados nas fases de qualificação das Ligas dos Campeões e Europa desse ano.  O vencedor da competição assegura um lugar na fase de grupos da Liga Europa da época seguinte.

### Supertaça da UEFA
A Supertaça da UEFA é um tira-teima que se realiza anualmente entre as equipas vencedoras da 1ª e da 2ª competições mais importantes da Europa ao nível de clubes, respectivamente a Liga dos Campeões da UEFA e a Liga Europa da UEFA. A competição realiza-se no início das temporadas nacionais, em Agosto e tem o status de abertura oficial da temporada europeia para os clubes, mesmo com campeonatos e outros certames já iniciados.

### Campeonato Europeu de Futebol
O Campeonato Europeu é a 2ª competição de seleções mais importante do mundo, e a 3ª competição geral mais bem organizada a perder apenas para o Campeonato Mundial de Futebol e para a Liga dos Campeões, a competição foi idealizada no ano de 1927 antes mesmo da UEFA ser criada, mas ela só foi concretizada 10 anos após a criação da UEFA. No início a competição tinha apenas 4 seleções de 1960 até 1980 quanto o número de seleções passou a ser 8, em 1996 a competição passou a ter 16 seleções e a partir de 2016 o número de seleções aumentou para 24.

### Atuais vencedores
| Competição                                  | Campeão             | Título          | Vice-campeão      |                 |
| Clubes - Homens                             | Clubes - Homens     | Clubes - Homens | Clubes - Homens   | Clubes - Homens |
| ------------------------------------------- | ------------------- | --------------- | ----------------- | --------------- |
| Liga dos Campeões                           | Paris Saint-Germain | 1°              | Internazionale    |                 |
| Liga Europa                                 | Tottenham           | 1°              | Manchester United |                 |
| Liga Conferência                            | Chelsea             | 1º              | Betis             |                 |
| Supertaça                                   | Real Madrid         | 6º              | Atalanta          |                 |
| Youth League                                | Olympiacos          | 1º              | Milan             |                 |
| Liga dos Campeões de Futsal                 | Palma Futsal        | 3º              | Kairat Almaty     |                 |
| Taça Europeia de Clubes de Futebol de Praia | Kafr Qasim BS Club  | 3º              | 2014 Pisa         |                 |
| Clubes - Mulheres                           |                     |                 |                   |                 |
| Liga dos Campeões                           | Arsenal             | 2º              | Barcelona         |                 |
| Seleções - Homens                           |                     |                 |                   |                 |
| Campeonato Europeu                          | Espanha             | 4º              | Inglaterra        |                 |
| Liga das Nações                             | Espanha             | 1º              | Croácia           |                 |
| Campeonato Europeu de Sub-21                | Inglaterra          | 3º              | Espanha           |                 |
| Campeonato Europeu de Sub-19                | Itália              | 11º             | Portugal          |                 |
| Campeonato Europeu de Sub-17                | Itália              | 4º              | Portugal          |                 |
| Campeonato Europeu de Futsal                | Portugal            | 2º              | Rússia            |                 |
| Liga Europeia de Futebol de Praia           | Portugal            | 8º              | Bielorrussa       |                 |
| Seleções - Mulheres                         |                     |                 |                   |                 |
| Campeonato Europeu                          | Inglaterra          | 1º              | Alemanha          |                 |
| Campeonato Europeu de Sub-19                | Espanha             | 5º              | Alemanha          |                 |
| Campeonato Europeu de Sub-17                | Espanha             | 5º              | Inglaterra        |                 |
| Campeonato Europeu de Futsal                | Espanha             | 3º              | Ucrânia           |                 |

## Desempenho em competições internacionais
Legenda
- 1º– Campeões
- 2º – Vice-campeões
- 3º – Terceiro classificado[wc 1]
- 4º – Quarto classificado
- QF – Quartos de Final
- R16 – Oitavos de Final (desde 1986)
- R2 – Segunda fase (para os torneios de 1974, 1978, e 1982, onde existiram 2 fases de grupos)
- R1 – Fase de Grupos (nos torneios de 1950, 1974, 1978, e 1982, onde existiram 2 fases de grupos, R1 refere-se à primeira fase de grupos)
- 1S – Primeira eliminatória (Torneios de 1934 e 1938, disputado apenas em eliminatórias)
- •  – Não se qualificou
- ×  – Não participou / Desistiu / Banida
- – Anfitrião

Para cada torneio, é mostrada a bandeira do país anfitrião e o número de participantes na fase final (entre parêntesis).

### Campeonato do Mundo
| Seleção              | 1930 (13)                | 1934 (16)                | 1938 (15)                | 1950 (13)                | 1954 (16)                | 1958 (16)                | 1962 (16)                | 1966 (16)                | 1970 (16)                | 1974 (16)                | 1978 (16)                | 1982 (24)                | 1986 (24)                | 1990 (24)                | 1994 (24)               | 1998 (32)         | 2002 (32)         | 2006 (32)         | 2010 (32)         | 2014 (32)         | 2018 (32)         | 2022 (32)         | 2026 (48)         | Edições |
| -------------------- | ------------------------ | ------------------------ | ------------------------ | ------------------------ | ------------------------ | ------------------------ | ------------------------ | ------------------------ | ------------------------ | ------------------------ | ------------------------ | ------------------------ | ------------------------ | ------------------------ | ----------------------- | ----------------- | ----------------- | ----------------- | ----------------- | ----------------- | ----------------- | ----------------- | ----------------- | ------- |
| Áustria              | ×                        | 4th                      | ×                        | ×                        | 3rd                      | R1 15th                  | ×                        | •                        | •                        | •                        | R2 7th                   | R2 8th                   | •                        | R1 T-18th                | •                       | R1 23rd           | •                 | •                 | •                 | •                 | •                 | •                 |                   | 7       |
| Bélgica              | R1 11th                  | R1 15th                  | R1 13th                  | ×                        | R1 12th                  | •                        | •                        | •                        | R1 T-10th                | •                        | •                        | R2 10th                  | 4th                      | R16 11th                 | R16 11th                | R1 19th           | R16 14th          | •                 | •                 | QF 6th            | 3rd               | R1 23th           |                   | 13      |
| Bósnia e Herzegovina | Parte da Jugoslávia      | Parte da Jugoslávia      | Parte da Jugoslávia      | Parte da Jugoslávia      | Parte da Jugoslávia      | Parte da Jugoslávia      | Parte da Jugoslávia      | Parte da Jugoslávia      | Parte da Jugoslávia      | Parte da Jugoslávia      | Parte da Jugoslávia      | Parte da Jugoslávia      | Parte da Jugoslávia      | Parte da Jugoslávia      | ×                       | •                 | •                 | •                 | •                 | R1 20th           | •                 | •                 |                   | 1       |
| Bulgária             | ×                        | •                        | •                        | ×                        | •                        | •                        | R1 15th                  | R1 15th                  | R1 13th                  | R1 12th                  | •                        | •                        | R16 15th                 | •                        | 4th                     | R1 29th           | •                 | •                 | •                 | •                 | •                 | •                 |                   | 7       |
| Croácia              | Parte da Jugoslávia      | Parte da Jugoslávia      | Parte da Jugoslávia      | Parte da Jugoslávia      | Parte da Jugoslávia      | Parte da Jugoslávia      | Parte da Jugoslávia      | Parte da Jugoslávia      | Parte da Jugoslávia      | Parte da Jugoslávia      | Parte da Jugoslávia      | Parte da Jugoslávia      | Parte da Jugoslávia      | Parte da Jugoslávia      | ×                       | 3rd               | R1 23rd           | R1 22nd           | •                 | R1 19th           | 2nd               | 3rd               |                   | 5       |
| Tchéquia             | ×                        | 2nd                      | QF 5th                   | ×                        | R1 14th                  | R1 9th                   | 2nd                      | •                        | R1 15th                  | •                        | •                        | R1 19th                  | •                        | QF 6th                   | •                       | •                 | •                 | R1 20th           | •                 | •                 | •                 | •                 |                   | 9       |
| Dinamarca            | ×                        | ×                        | ×                        | ×                        | ×                        | •                        | ×                        | •                        | •                        | •                        | •                        | •                        | R16 9th                  | •                        | •                       | QF 8th            | R16 10th          | •                 | R1 24th           | •                 | R16 11th          | R1 28th           |                   | 5       |
| Alemanha Oriental    | Parte da Alemanha        | Parte da Alemanha        | Parte da Alemanha        | ×                        | ×                        | •                        | •                        | •                        | •                        | R2 6th                   | •                        | •                        | •                        | •                        | Parte da Alemanha       | Parte da Alemanha | Parte da Alemanha | Parte da Alemanha | Parte da Alemanha | Parte da Alemanha | Parte da Alemanha | Parte da Alemanha | Parte da Alemanha | 1       |
| Inglaterra           | ×                        | ×                        | ×                        | R1 8th                   | QF 6th                   | R1 11th                  | QF 8th                   | 1st                      | QF 8th                   | •                        | •                        | R2 6th                   | QF 8th                   | 4th                      | •                       | R16 9th           | QF 6th            | QF 7th            | R16 13th          | R1 26th           | 4th               | QF 6th            |                   | 15      |
| França               | R1 7th                   | R1 T-9th                 | QF 6th                   | •                        | R1 11th                  | 3rd                      | •                        | R1 T-13th                | •                        | •                        | R1 12th                  | 4th                      | 3rd                      | •                        | •                       | 1st               | R1 28th           | 2nd               | R1 29th           | QF 7th            | 1st               | 2nd               |                   | 15      |
| Alemanha             | ×                        | 3rd                      | R1 10th                  | ×                        | 1st                      | 4th                      | QF 7th                   | 2nd                      | 3rd                      | 1st                      | R2 6th                   | 2nd                      | 2nd                      | 1st                      | QF 5th                  | QF 7th            | 2nd               | 3rd               | 3rd               | 1st               | R1 22nd           | R1 17th           |                   | 19      |
| Grécia               | ×                        | •                        | •                        | ×                        | •                        | •                        | •                        | •                        | •                        | •                        | •                        | •                        | •                        | •                        | R1 24th                 | •                 | •                 | •                 | R1 25th           | R16 13th          | •                 | •                 |                   | 3       |
| Hungria              | ×                        | QF 6th                   | 2nd                      | ×                        | 2nd                      | R1 10th                  | QF 5th                   | QF 6th                   | •                        | •                        | R1 15th                  | R1 14th                  | R1 18th                  | •                        | •                       | •                 | •                 | •                 | •                 | •                 | •                 | •                 |                   | 9       |
| Islândia             | ×                        | ×                        | ×                        | ×                        | ×                        | •                        | ×                        | ×                        | ×                        | •                        | •                        | •                        | •                        | •                        | •                       | •                 | •                 | •                 | •                 | •                 | R1 28th           | •                 |                   | 1       |
| Israel               | ×                        | •                        | •                        | •                        | •                        | •                        | •                        | •                        | R1 12th                  | •                        | •                        | •                        | •                        | •                        | •                       | •                 | •                 | •                 | •                 | •                 | •                 | •                 |                   | 1       |
| Itália               | ×                        | 1st                      | 1st                      | R1 7th                   | R1 10th                  | •                        | R1 9th                   | R1 9th                   | 2nd                      | R1 10th                  | 4th                      | 1st                      | R16 12th                 | 3rd                      | 2nd                     | QF 5th            | R16 15th          | 1st               | R1 26th           | R1 22nd           | •                 | •                 |                   | 18      |
| Países Baixos        | ×                        | R1 T-9th                 | R1 14th                  | ×                        | ×                        | •                        | •                        | •                        | •                        | 2nd                      | 2nd                      | •                        | •                        | R16 15th                 | QF 7th                  | 4th               | •                 | R16 11th          | 2nd               | 3rd               | •                 | QF 5th            |                   | 10      |
| Irlanda do Norte     | ×                        | ×                        | ×                        | •                        | •                        | QF 8th                   | •                        | •                        | •                        | •                        | •                        | R2 9th                   | R1 21st                  | •                        | •                       | •                 | •                 | •                 | •                 | •                 | •                 | •                 |                   | 3       |
| Noruega              | ×                        | ×                        | R1 12th                  | ×                        | •                        | •                        | •                        | •                        | •                        | •                        | •                        | •                        | •                        | •                        | R1 17th                 | R16 15th          | •                 | •                 | •                 | •                 | •                 | •                 |                   | 3       |
| Polónia              | ×                        | •                        | R1 11th                  | ×                        | ×                        | •                        | •                        | •                        | •                        | 3rd                      | R2 5th                   | 3rd                      | R16 14th                 | •                        | •                       | •                 | R1 25th           | R1 21st           | •                 | •                 | R1 25th           | R16 15th          |                   | 8       |
| Portugal             | ×                        | •                        | •                        | •                        | •                        | •                        | •                        | 3rd                      | •                        | •                        | •                        | •                        | R1 17th                  | •                        | •                       | •                 | R1 21st           | 4th               | R16 11th          | R1 18th           | R16 13th          | QF 8th            |                   | 7       |
| Irlanda              | ×                        | •                        | •                        | •                        | •                        | •                        | •                        | •                        | •                        | •                        | •                        | •                        | •                        | QF 8th                   | R16 16th                | •                 | R16 12th          | •                 | •                 | •                 | •                 | •                 |                   | 3       |
| Romênia              | R1 8th                   | R1 12th                  | R1 9th                   | ×                        | •                        | •                        | •                        | •                        | R1 T-10th                | •                        | •                        | •                        | •                        | R16 12th                 | QF 6th                  | R16 11th          | •                 | •                 | •                 | •                 | •                 | •                 |                   | 7       |
| Rússia               | ×                        | ×                        | ×                        | ×                        | ×                        | QF 7th                   | QF 6th                   | 4th                      | QF 5th                   | •                        | •                        | R2 7th                   | R16 10th                 | R1 17th                  | R1 18th                 | •                 | R1 22nd           | •                 | •                 | R1 24th           | QF 8th            | •                 |                   | 11      |
| Escócia              | ×                        | ×                        | ×                        | ••                       | R1 15th                  | R1 14th                  | •                        | •                        | •                        | R1 9th                   | R1 11th                  | R1 15th                  | R1 19th                  | R1 T-18th                | •                       | R1 27th           | •                 | •                 | •                 | •                 | •                 | •                 |                   | 8       |
| Sérvia               | 4th                      | •                        | •                        | R1 5th                   | QF 7th                   | QF 5th                   | 4th                      | •                        | •                        | R2 7th                   | •                        | R1 16th                  | •                        | QF 5th                   | ×                       | R16 10th          | •                 | R1 32nd           | R1 23rd           | •                 | R1 23rd           | R1 29rd           |                   | 12      |
| Eslováquia           | Parte da Checoslováquia  | Parte da Checoslováquia  | Parte da Checoslováquia  | Parte da Checoslováquia  | Parte da Checoslováquia  | Parte da Checoslováquia  | Parte da Checoslováquia  | Parte da Checoslováquia  | Parte da Checoslováquia  | Parte da Checoslováquia  | Parte da Checoslováquia  | Parte da Checoslováquia  | Parte da Checoslováquia  | Parte da Checoslováquia  | Parte da Checoslováquia | •                 | •                 | •                 | R16 16th          | •                 | •                 | •                 |                   | 1       |
| Eslovênia            | Parte da Jugoslávia      | Parte da Jugoslávia      | Parte da Jugoslávia      | Parte da Jugoslávia      | Parte da Jugoslávia      | Parte da Jugoslávia      | Parte da Jugoslávia      | Parte da Jugoslávia      | Parte da Jugoslávia      | Parte da Jugoslávia      | Parte da Jugoslávia      | Parte da Jugoslávia      | Parte da Jugoslávia      | Parte da Jugoslávia      | ×                       | •                 | R1 30th           | •                 | R1 18th           | •                 | •                 | •                 |                   | 2       |
| Espanha              | ×                        | QF 5th                   | ×                        | 4th                      | •                        | •                        | R1 12th                  | R1 10th                  | •                        | •                        | R1 10th                  | R2 12th                  | QF 7th                   | R16 10th                 | QF 8th                  | R1 17th           | QF 5th            | R16 9th           | 1st               | R1 23rd           | R16 10th          | R16 13th          |                   | 15      |
| Suécia               | ×                        | QF 8th                   | 4th                      | 3rd                      | •                        | 2nd                      | •                        | •                        | R1 9th                   | R2 5th                   | R1 13th                  | •                        | •                        | R1 21st                  | 3rd                     | •                 | R16 13th          | R16 14th          | •                 | •                 | QF 7th            | •                 |                   | 12      |
| Suíça                | ×                        | QF 7th                   | QF 7th                   | R1 6th                   | QF 8th                   | •                        | R1 16th                  | R1 16th                  | •                        | •                        | •                        | •                        | •                        | •                        | R16 15th                | •                 | •                 | R16 10th          | R1 19th           | R16 11th          | R16 14th          | R16 12th          |                   | 11      |
| Turquia              | ×                        | ×                        | ×                        | ••                       | R1 9th                   | ×                        | •                        | •                        | •                        | •                        | •                        | •                        | •                        | •                        | •                       | •                 | 3rd               | •                 | •                 | •                 | •                 | •                 |                   | 2       |
| Ucrânia              | Parte da União Soviética | Parte da União Soviética | Parte da União Soviética | Parte da União Soviética | Parte da União Soviética | Parte da União Soviética | Parte da União Soviética | Parte da União Soviética | Parte da União Soviética | Parte da União Soviética | Parte da União Soviética | Parte da União Soviética | Parte da União Soviética | Parte da União Soviética | ×                       | •                 | •                 | QF 8th            | •                 | •                 | •                 | •                 |                   | 1       |
| País de Gales        | ×                        | ×                        | ×                        | •                        | •                        | QF 6th                   | •                        | •                        | •                        | •                        | •                        | •                        | •                        | •                        | •                       | •                 | •                 | •                 | •                 | •                 | •                 | R1 30th           |                   | 1       |
| Total (34 seleções)  | 4                        | 12                       | 13                       | 6                        | 12                       | 12                       | 10                       | 10                       | 9                        | 9                        | 10                       | 14                       | 14                       | 14                       | 13                      | 15                | 15                | 14                | 13                | 13                | 13                | 13                | TBD               |         |

Notas
1. 1 2  Não existiu jogo para atribuição do 3º classificado no Mundial de 1930. Estados Unidos e Jugoslávia perderam nas meias-finais. A FIFA reconhece os Estados Unidos como terceiro classificado e a Jugoslávia como quarta classificada usando a praticipação global de ambas as equipas no Campeonato do Mundo.
2. ↑  A Áustria qualificou-se para o Mundial de 1938 mas desistiu para integrar a seleção alemá após o Anschluss (anexação)
3. 1 2 3 4  A FIFA considera a Rússia como sucessora da União Soviética, a Sérbia sucessora da Jugoslávia/Sérvia e Montenegro, a República Checa como sucessora da Checoslováquia e a Alemanha como sucessora da Alemanda Ocidental (RFA) e Alemanha de Leste (RDA).
4. ↑  Israel participou como Eretz Yisrael (Terra de Israel) em 1934 e 1938, como uma equipa constituída apenas por futebolistas judeus britânicos do Mandato Britânico da Palestina.
5. ↑  A República da Irlanda participou na qualificação para o Mundial de 1934 como Estado Livre Irlandês e depois como Irlanda em 1938 e 1950.
6. 1 2  O melhor resultado da Rússia são so quartos de final em 2019. No entanto a FIFA considera a Rússia a sucessora da União Soviética.

### Campeonato do Mundo de Futebol Feminino
| Seleção             | 1991 (12) | 1995 (12) | 1999 (16) | 2003 (16) | 2007 (16) | 2011 (16) | 2015 (24) | 2019 (24) | 2023 (32) | Edições |
| ------------------- | --------- | --------- | --------- | --------- | --------- | --------- | --------- | --------- | --------- | ------- |
| Dinamarca           | QF 7º     | QF 7º     | R2 15º    | •         | R2 12º    | •         | •         | •         | R2 9º     | 5       |
| Inglaterra          | •         | QF 6º     | •         | •         | QF 7º     | QF 7º     | 3º        | 4º        | 2º        | 6       |
| França              | •         | •         | •         | R2 9º     | •         | 4º        | QF 5º     | QF 6º     | QF 6º     | 5       |
| Alemanha            | 4º        | 2º        | QF 8º     | 1º        | 1º        | QF 6º     | 4º        | QF 5º     | R1 17º    | 9       |
| Itália              | QF 6º     | •         | R2 9º     | •         | •         | •         | •         | QF 7º     | R1 22º    | 3       |
| Países Baixos       | •         | •         | •         | •         | •         | •         | R2 13º    | 2º        | QF 7º     | 3       |
| Noruega             | 2º        | 1º        | 4º        | QF 7º     | 4º        | R2 10º    | R2 10º    | QF 8º     | R2 15º    | 9       |
| Rússia              | ×         | •         | QF 5º     | QF 8º     | •         | •         | •         | •         | •         | 2       |
| Escócia             | •         | •         | •         | •         | •         | •         | •         | R1 19º    | •         | 1       |
| Espanha             | •         | •         | •         | •         | •         | •         | R1 20º    | R2 12º    | 1º        | 3       |
| Suécia              | 3º        | QF 5º     | QF 6º     | 2º        | R2 10–11  | 3º        | R2 16º    | 3º        | 3º        | 9       |
| Suíça               | •         | •         | •         | •         | •         | •         | R2 15º    | •         | R2 14º    | 2       |
| Portugal            | •         | •         | •         | •         | •         | •         | •         | •         | R1 19º    | 1       |
| Irlanda             | •         | •         | •         | •         | •         | •         | •         | •         | R1 26º    | 1       |
| Total (14 seleções) | 5         | 5         | 6         | 5         | 5         | 5         | 8         | 9         | 12        | 59      |

### Jogos Olímpicos (futebol masculino)
| Participação nos Jogos Olímpicos (futebol masculino) | Participação nos Jogos Olímpicos (futebol masculino) | Participação nos Jogos Olímpicos (futebol masculino) | Participação nos Jogos Olímpicos (futebol masculino) | Participação nos Jogos Olímpicos (futebol masculino) | Participação nos Jogos Olímpicos (futebol masculino) | Participação nos Jogos Olímpicos (futebol masculino) | Participação nos Jogos Olímpicos (futebol masculino) | Participação nos Jogos Olímpicos (futebol masculino) | Participação nos Jogos Olímpicos (futebol masculino) | Participação nos Jogos Olímpicos (futebol masculino) | Participação nos Jogos Olímpicos (futebol masculino) | Participação nos Jogos Olímpicos (futebol masculino) | Participação nos Jogos Olímpicos (futebol masculino) | Participação nos Jogos Olímpicos (futebol masculino) | Participação nos Jogos Olímpicos (futebol masculino) | Participação nos Jogos Olímpicos (futebol masculino) | Participação nos Jogos Olímpicos (futebol masculino) | Participação nos Jogos Olímpicos (futebol masculino) | Participação nos Jogos Olímpicos (futebol masculino) | Participação nos Jogos Olímpicos (futebol masculino) | Participação nos Jogos Olímpicos (futebol masculino) | Participação nos Jogos Olímpicos (futebol masculino) | Participação nos Jogos Olímpicos (futebol masculino) | Participação nos Jogos Olímpicos (futebol masculino) | Participação nos Jogos Olímpicos (futebol masculino) | Participação nos Jogos Olímpicos (futebol masculino) | Participação nos Jogos Olímpicos (futebol masculino) | Participação nos Jogos Olímpicos (futebol masculino) | Participação nos Jogos Olímpicos (futebol masculino) |
| Seleção                                              | 1900 (3)                                             | 1904 (3)                                             | 1904 (3)                                             | 1908 (6)                                             | 1912 (11)                                            | 1920 (14)                                            | 1924 (22)                                            | 1928 (17)                                            | 1936 (16)                                            | 1948 (18)                                            | 1952 (25)                                            | 1956 (11)                                            | 1960 (16)                                            | 1964 (14)                                            | 1968 (16)                                            | 1972 (16)                                            | 1976 (13)                                            | 1980 (16)                                            | 1984 (16)                                            | 1988 (16)                                            | 1992 (16)                                            | 1996 (16)                                            | 2000 (16)                                            | 2004 (16)                                            | 2008 (16)                                            | 2012 (16)                                            | 2016 (16)                                            | 2020 (16)                                            | Edições                                              |
| ---------------------------------------------------- | ---------------------------------------------------- | ---------------------------------------------------- | ---------------------------------------------------- | ---------------------------------------------------- | ---------------------------------------------------- | ---------------------------------------------------- | ---------------------------------------------------- | ---------------------------------------------------- | ---------------------------------------------------- | ---------------------------------------------------- | ---------------------------------------------------- | ---------------------------------------------------- | ---------------------------------------------------- | ---------------------------------------------------- | ---------------------------------------------------- | ---------------------------------------------------- | ---------------------------------------------------- | ---------------------------------------------------- | ---------------------------------------------------- | ---------------------------------------------------- | ---------------------------------------------------- | ---------------------------------------------------- | ---------------------------------------------------- | ---------------------------------------------------- | ---------------------------------------------------- | ---------------------------------------------------- | ---------------------------------------------------- | ---------------------------------------------------- | ---------------------------------------------------- |
| AUT Áustria                                          | –                                                    | –                                                    | –                                                    | –                                                    | 6                                                    | –                                                    | –                                                    | –                                                    | 2                                                    | =11                                                  | =5                                                   | –                                                    | –                                                    | –                                                    | –                                                    | –                                                    | –                                                    | –                                                    | –                                                    | –                                                    | –                                                    | –                                                    | –                                                    | –                                                    | –                                                    | –                                                    | –                                                    | –                                                    | 4                                                    |
| BLR Bielorrússia                                     | –                                                    | –                                                    | –                                                    | –                                                    | –                                                    | –                                                    | –                                                    | –                                                    | –                                                    | –                                                    | –                                                    | –                                                    | –                                                    | –                                                    | –                                                    | –                                                    | –                                                    | –                                                    | –                                                    | –                                                    | –                                                    | –                                                    | –                                                    | –                                                    | –                                                    | 10                                                   | –                                                    | –                                                    | 1                                                    |
| BEL Bélgica                                          | 3                                                    | –                                                    | –                                                    | –                                                    | –                                                    | 1                                                    | 15                                                   | =5                                                   | –                                                    | –                                                    | –                                                    | –                                                    | –                                                    | –                                                    | –                                                    | –                                                    | –                                                    | –                                                    | –                                                    | –                                                    | –                                                    | –                                                    | –                                                    | –                                                    | 4                                                    | –                                                    | –                                                    | –                                                    | 5                                                    |
| BUL Bulgária                                         | –                                                    | –                                                    | –                                                    | –                                                    | –                                                    | –                                                    | 10                                                   | –                                                    | –                                                    | –                                                    | =17                                                  | 3                                                    | 5                                                    | –                                                    | 2                                                    | –                                                    | –                                                    | –                                                    | –                                                    | –                                                    | –                                                    | –                                                    | –                                                    | –                                                    | –                                                    | –                                                    | –                                                    | –                                                    | 5                                                    |
| CZE Chéquia                                          | –                                                    | –                                                    | –                                                    | –                                                    | –                                                    | –                                                    | –                                                    | –                                                    | –                                                    | –                                                    | –                                                    | –                                                    | –                                                    | –                                                    | –                                                    | –                                                    | –                                                    | –                                                    | –                                                    | –                                                    | –                                                    | –                                                    | 14                                                   | –                                                    | –                                                    | –                                                    | –                                                    | –                                                    | 1                                                    |
| TCH Checoslováquia                                   | –                                                    | –                                                    | –                                                    | –                                                    | –                                                    | 9                                                    | 9                                                    | –                                                    | –                                                    | –                                                    | –                                                    | –                                                    | –                                                    | 2                                                    | 9                                                    | –                                                    | –                                                    | 1                                                    | –                                                    | –                                                    | Dividida em Eslováqui e República Checa              | Dividida em Eslováqui e República Checa              | Dividida em Eslováqui e República Checa              | Dividida em Eslováqui e República Checa              | Dividida em Eslováqui e República Checa              | Dividida em Eslováqui e República Checa              | Dividida em Eslováqui e República Checa              | Dividida em Eslováqui e República Checa              | 5                                                    |
| DEN Dinamarca                                        | –                                                    | –                                                    | –                                                    | 2                                                    | 2                                                    | 10                                                   | –                                                    | –                                                    | –                                                    | 3                                                    | =5                                                   | –                                                    | 2                                                    | –                                                    | –                                                    | 6                                                    | –                                                    | –                                                    | –                                                    | –                                                    | 13                                                   | –                                                    | –                                                    | –                                                    | –                                                    | –                                                    | 8                                                    | –                                                    | 9                                                    |
| GDR Alemanha Oriental                                | –                                                    | –                                                    | –                                                    | –                                                    | –                                                    | –                                                    | –                                                    | –                                                    | –                                                    | –                                                    | –                                                    | –                                                    | –                                                    | 3                                                    | –                                                    | 3                                                    | 1                                                    | 2                                                    | –                                                    | –                                                    | Integrada na Alemanha                                | Integrada na Alemanha                                | Integrada na Alemanha                                | Integrada na Alemanha                                | Integrada na Alemanha                                | Integrada na Alemanha                                | Integrada na Alemanha                                | Integrada na Alemanha                                | 4                                                    |
| EST Estônia                                          | –                                                    | –                                                    | –                                                    | –                                                    | –                                                    | –                                                    | =17                                                  | –                                                    | –                                                    | –                                                    | –                                                    | –                                                    | –                                                    | –                                                    | –                                                    | –                                                    | –                                                    | –                                                    | –                                                    | –                                                    | –                                                    | –                                                    | –                                                    | –                                                    | –                                                    | –                                                    | –                                                    | –                                                    | 1                                                    |
| FIN Finlândia                                        | –                                                    | –                                                    | –                                                    | –                                                    | 4                                                    | –                                                    | –                                                    | –                                                    | =9                                                   | –                                                    | =14                                                  | –                                                    | –                                                    | –                                                    | –                                                    | –                                                    | –                                                    | 9                                                    | –                                                    | –                                                    | –                                                    | –                                                    | –                                                    | –                                                    | –                                                    | –                                                    | –                                                    | –                                                    | 4                                                    |
| FRA França                                           | 2                                                    | –                                                    | –                                                    | 5                                                    | –                                                    | 4                                                    | 5                                                    | =9                                                   | –                                                    | =5                                                   | =17                                                  | –                                                    | 9                                                    | –                                                    | 7                                                    | –                                                    | 5                                                    | –                                                    | 1                                                    | –                                                    | –                                                    | 5                                                    | –                                                    | –                                                    | –                                                    | –                                                    | –                                                    | 13                                                   | 13                                                   |
| GER Alemanha                                         | –                                                    | –                                                    | –                                                    | –                                                    | 7                                                    | –                                                    | –                                                    | =5                                                   | =6                                                   | –                                                    | 4                                                    | =9                                                   | –                                                    | –                                                    | –                                                    | 5                                                    | –                                                    | –                                                    | 5                                                    | 3                                                    | –                                                    | –                                                    | –                                                    | –                                                    | –                                                    | –                                                    | 2                                                    | 9                                                    | 10                                                   |
| GBR Grã-Bretanha                                     | 1                                                    | –                                                    | –                                                    | 1                                                    | 1                                                    | 11                                                   | –                                                    | –                                                    | =6                                                   | 4                                                    | =17                                                  | =5                                                   | 8                                                    | –                                                    | –                                                    | –                                                    | –                                                    | –                                                    | –                                                    | –                                                    | –                                                    | –                                                    | –                                                    | –                                                    | –                                                    | 5                                                    | –                                                    | –                                                    | 10                                                   |
| GRE Grécia                                           | –                                                    | –                                                    | –                                                    | –                                                    | –                                                    | 13                                                   | –                                                    | –                                                    | –                                                    | –                                                    | =17                                                  | –                                                    | –                                                    | –                                                    | –                                                    | –                                                    | –                                                    | –                                                    | –                                                    | –                                                    | –                                                    | –                                                    | –                                                    | 15                                                   | –                                                    | –                                                    | –                                                    | –                                                    | 3                                                    |
| HUN Hungria                                          | –                                                    | –                                                    | –                                                    | –                                                    | 5                                                    | –                                                    | 13                                                   | –                                                    | =9                                                   | –                                                    | 1                                                    | –                                                    | 3                                                    | 1                                                    | 1                                                    | 2                                                    | –                                                    | –                                                    | –                                                    | –                                                    | –                                                    | 16                                                   | –                                                    | –                                                    | –                                                    | –                                                    | –                                                    | –                                                    | 9                                                    |
| IRL Irlanda                                          | –                                                    | –                                                    | –                                                    | –                                                    | –                                                    | –                                                    | 7                                                    | –                                                    | –                                                    | =17                                                  | –                                                    | –                                                    | –                                                    | –                                                    | –                                                    | –                                                    | –                                                    | –                                                    | –                                                    | –                                                    | –                                                    | –                                                    | –                                                    | –                                                    | –                                                    | –                                                    | –                                                    | –                                                    | 2                                                    |
| ISR Israel                                           | Participou pela Ásia (qualificada 2 vezes)           | Participou pela Ásia (qualificada 2 vezes)           | Participou pela Ásia (qualificada 2 vezes)           | Participou pela Ásia (qualificada 2 vezes)           | Participou pela Ásia (qualificada 2 vezes)           | Participou pela Ásia (qualificada 2 vezes)           | Participou pela Ásia (qualificada 2 vezes)           | Participou pela Ásia (qualificada 2 vezes)           | Participou pela Ásia (qualificada 2 vezes)           | Participou pela Ásia (qualificada 2 vezes)           | Participou pela Ásia (qualificada 2 vezes)           | Participou pela Ásia (qualificada 2 vezes)           | Participou pela Ásia (qualificada 2 vezes)           | Participou pela Ásia (qualificada 2 vezes)           | Participou pela Ásia (qualificada 2 vezes)           | Participou pela Ásia (qualificada 2 vezes)           | Participou pela Ásia (qualificada 2 vezes)           | –                                                    | –                                                    | –                                                    | –                                                    | –                                                    | –                                                    | –                                                    | –                                                    | –                                                    | –                                                    | –                                                    | 2                                                    |
| ITA Itália                                           | –                                                    | –                                                    | –                                                    | –                                                    | 8                                                    | 5                                                    | 6                                                    | 3                                                    | 1                                                    | =5                                                   | =9                                                   | –                                                    | 4                                                    | –                                                    | –                                                    | –                                                    | –                                                    | –                                                    | 4                                                    | 4                                                    | 5                                                    | 12                                                   | 5                                                    | 3                                                    | 5                                                    | –                                                    | –                                                    | –                                                    | 15                                                   |
| LAT Letônia                                          | –                                                    | –                                                    | –                                                    | –                                                    | –                                                    | –                                                    | 16                                                   | –                                                    | –                                                    | –                                                    | –                                                    | –                                                    | –                                                    | –                                                    | –                                                    | –                                                    | –                                                    | –                                                    | –                                                    | –                                                    | –                                                    | –                                                    | –                                                    | –                                                    | –                                                    | –                                                    | –                                                    | –                                                    | 1                                                    |
| LTU Lituânia                                         | –                                                    | –                                                    | –                                                    | –                                                    | –                                                    | –                                                    | =17                                                  | –                                                    | –                                                    | –                                                    | –                                                    | –                                                    | –                                                    | –                                                    | –                                                    | –                                                    | –                                                    | –                                                    | –                                                    | –                                                    | –                                                    | –                                                    | –                                                    | –                                                    | –                                                    | –                                                    | –                                                    | –                                                    | 1                                                    |
| LUX Luxemburgo                                       | –                                                    | –                                                    | –                                                    | –                                                    | –                                                    | 12                                                   | 11                                                   | =9                                                   | =9                                                   | =9                                                   | =9                                                   | –                                                    | –                                                    | –                                                    | –                                                    | –                                                    | –                                                    | –                                                    | –                                                    | –                                                    | –                                                    | –                                                    | –                                                    | –                                                    | –                                                    | –                                                    | –                                                    | –                                                    | 6                                                    |
| NED Países Baixos                                    | –                                                    | –                                                    | –                                                    | 3                                                    | 3                                                    | 3                                                    | 4                                                    | =9                                                   | –                                                    | =9                                                   | =17                                                  | –                                                    | –                                                    | –                                                    | –                                                    | –                                                    | –                                                    | –                                                    | –                                                    | –                                                    | –                                                    | –                                                    | –                                                    | –                                                    | 7                                                    | –                                                    | –                                                    | –                                                    | 8                                                    |
| NOR Noruega                                          | –                                                    | –                                                    | –                                                    | –                                                    | 9                                                    | 7                                                    | –                                                    | –                                                    | 3                                                    | –                                                    | =14                                                  | –                                                    | –                                                    | –                                                    | –                                                    | –                                                    | –                                                    | –                                                    | 10                                                   | –                                                    | –                                                    | –                                                    | –                                                    | –                                                    | –                                                    | –                                                    | –                                                    | –                                                    | 5                                                    |
| POL Polônia                                          | –                                                    | –                                                    | –                                                    | –                                                    | –                                                    | –                                                    | =17                                                  | –                                                    | 4                                                    | –                                                    | =9                                                   | –                                                    | 10                                                   | –                                                    | –                                                    | 1                                                    | 2                                                    | –                                                    | –                                                    | –                                                    | 2                                                    | –                                                    | –                                                    | –                                                    | –                                                    | –                                                    | –                                                    | –                                                    | 7                                                    |
| POR Portugal                                         | –                                                    | –                                                    | –                                                    | –                                                    | –                                                    | –                                                    | –                                                    | =5                                                   | –                                                    | –                                                    | –                                                    | –                                                    | –                                                    | –                                                    | –                                                    | –                                                    | –                                                    | –                                                    | –                                                    | –                                                    | –                                                    | 4                                                    | –                                                    | 14                                                   | –                                                    | –                                                    | 6                                                    | –                                                    | 4                                                    |
| ROU Romênia                                          | –                                                    | –                                                    | –                                                    | –                                                    | –                                                    | –                                                    | 14                                                   | –                                                    | –                                                    | –                                                    | =17                                                  | –                                                    | –                                                    | 5                                                    | –                                                    | –                                                    | –                                                    | –                                                    | –                                                    | –                                                    | –                                                    | –                                                    | –                                                    | –                                                    | –                                                    | –                                                    | –                                                    | 11                                                   | 4                                                    |
| RUS Rússia                                           | –                                                    | –                                                    | –                                                    | –                                                    | 10                                                   | –                                                    | –                                                    | –                                                    | –                                                    | –                                                    | –                                                    | –                                                    | –                                                    | –                                                    | –                                                    | –                                                    | –                                                    | –                                                    | –                                                    | –                                                    | –                                                    | –                                                    | –                                                    | –                                                    | –                                                    | –                                                    | –                                                    | –                                                    | 1                                                    |
| SRB Sérvia                                           | –                                                    | –                                                    | –                                                    | –                                                    | –                                                    | –                                                    | –                                                    | –                                                    | –                                                    | –                                                    | –                                                    | –                                                    | –                                                    | –                                                    | –                                                    | –                                                    | –                                                    | –                                                    | –                                                    | –                                                    | –                                                    | –                                                    | –                                                    | –                                                    | 12                                                   | –                                                    | –                                                    | –                                                    | 1                                                    |
| SCG Sérvia e Montenegro                              | –                                                    | –                                                    | –                                                    | –                                                    | –                                                    | –                                                    | –                                                    | –                                                    | –                                                    | –                                                    | –                                                    | –                                                    | –                                                    | –                                                    | –                                                    | –                                                    | –                                                    | –                                                    | –                                                    | –                                                    | –                                                    | –                                                    | –                                                    | 16                                                   | Dividida em 2 nações                                 | Dividida em 2 nações                                 | Dividida em 2 nações                                 | Dividida em 2 nações                                 | 1                                                    |
| SVK Eslováquia                                       | –                                                    | –                                                    | –                                                    | –                                                    | –                                                    | –                                                    | –                                                    | –                                                    | –                                                    | –                                                    | –                                                    | –                                                    | –                                                    | –                                                    | –                                                    | –                                                    | –                                                    | –                                                    | –                                                    | –                                                    | –                                                    | –                                                    | 13                                                   | –                                                    | –                                                    | –                                                    | –                                                    | –                                                    | 1                                                    |
| URS União Soviética                                  | –                                                    | –                                                    | –                                                    | –                                                    | –                                                    | –                                                    | –                                                    | –                                                    | –                                                    | –                                                    | =9                                                   | 1                                                    | –                                                    | –                                                    | –                                                    | 3                                                    | 3                                                    | 3                                                    | –                                                    | 1                                                    | –                                                    | Dividida em 15 nações                                | Dividida em 15 nações                                | Dividida em 15 nações                                | Dividida em 15 nações                                | Dividida em 15 nações                                | Dividida em 15 nações                                | Dividida em 15 nações                                | 6                                                    |
| ESP Espanha                                          | –                                                    | –                                                    | –                                                    | –                                                    | –                                                    | 2                                                    | =17                                                  | =5                                                   | –                                                    | –                                                    | –                                                    | –                                                    | –                                                    | –                                                    | 6                                                    | –                                                    | 12                                                   | 10                                                   | –                                                    | –                                                    | 1                                                    | 6                                                    | 2                                                    | –                                                    | –                                                    | 14                                                   | –                                                    | 2                                                    | 11                                                   |
| SWE Suécia                                           | –                                                    | –                                                    | –                                                    | 4                                                    | 11                                                   | 6                                                    | 3                                                    | –                                                    | =9                                                   | 1                                                    | 3                                                    | –                                                    | –                                                    | –                                                    | –                                                    | –                                                    | –                                                    | –                                                    | –                                                    | 6                                                    | 6                                                    | –                                                    | –                                                    | –                                                    | –                                                    | –                                                    | 15                                                   | –                                                    | 10                                                   |
| SUI Suíça                                            | –                                                    | –                                                    | –                                                    | –                                                    | –                                                    | –                                                    | 2                                                    | =9                                                   | –                                                    | –                                                    | –                                                    | –                                                    | –                                                    | –                                                    | –                                                    | –                                                    | –                                                    | –                                                    | –                                                    | –                                                    | –                                                    | –                                                    | –                                                    | –                                                    | –                                                    | 13                                                   | –                                                    | –                                                    | 3                                                    |
| TUR Turquia                                          | –                                                    | –                                                    | –                                                    | –                                                    | –                                                    | –                                                    | =17                                                  | =9                                                   | =9                                                   | =5                                                   | =5                                                   | –                                                    | 14                                                   | –                                                    | –                                                    | –                                                    | –                                                    | –                                                    | –                                                    | –                                                    | –                                                    | –                                                    | –                                                    | –                                                    | –                                                    | –                                                    | –                                                    | –                                                    | 6                                                    |
| YUG Iugoslávia                                       | –                                                    | –                                                    | –                                                    | –                                                    | –                                                    | 9                                                    | =17                                                  | =9                                                   | –                                                    | 2                                                    | 2                                                    | 2                                                    | 1                                                    | 6                                                    | –                                                    | –                                                    | –                                                    | 4                                                    | 3                                                    | 10                                                   | –                                                    | Dividida em 7 nações                                 | Dividida em 7 nações                                 | Dividida em 7 nações                                 | Dividida em 7 nações                                 | Dividida em 7 nações                                 | Dividida em 7 nações                                 | Dividida em 7 nações                                 | 11                                                   |
| Total (36 seleções)                                  | 3                                                    | 0                                                    | 0                                                    | 6                                                    | 11                                                   | 13                                                   | 18                                                   | 11                                                   | 10                                                   | 10                                                   | 19                                                   | 5                                                    | 9                                                    | 6                                                    | 5                                                    | 6                                                    | 5                                                    | 6                                                    | 5                                                    | 5                                                    | 5                                                    | 5                                                    | 4                                                    | 4                                                    | 4                                                    | 4                                                    | 4                                                    | 4                                                    |                                                      |

Notas
1. ↑  A seleção representou a Equipa Unificada da Alemanha em 1964, vencendo a medalha de bronze.
2. ↑  A seleção representou a Equipa Unificada da Alemanha em 1956, e a República Federal da Alemanha  em 1972, 1984 e 1988, vencendo a medalha de bronze em 1988.

### Jogos Olímpicos (futebol feminino)
| DEN Dinamarca      | 8 | – | –  | – | – | – | –  | 1  |
| FRA França         | – | – | –  | – | 4 | 6 | –  | 2  |
| GER Alemanha       | 5 | 3 | 3  | 3 | – | 1 | –  | 5  |
| GBR Grã-Bretanha   | – | – | –  | – | 5 | – | 7º | 2  |
| GRE Grécia         | – | – | 10 | – | – | – | –  | 1  |
| NED Países Baixos  | – | – | –  | – | – | – | 5º | 1  |
| NOR Noruega        | 3 | 1 | –  | 7 | – | – | –  | 3  |
| SWE Suécia         | 6 | 6 | 4  | 6 | 7 | 2 | 2  | 7  |
| Total (8 seleções) | 4 | 3 | 3  | 3 | 3 | 3 | 3  | 22 |

### Campeonato Europeu de Futebol
| Seleções (Total 34 seleções) | 1960 (4)                 | 1964 (4)                 | 1968 (4)                 | 1972 (4)                 | 1976 (4)                 | 1980 (8)                 | 1984 (8)                 | 1988 (8)                 | 1992 (8)                 | 1996 (16) | 2000 (16) | 2004 (16) | 2008 (16) | 2012 (16) | 2016 (24) | 2020 (24) | 2024 (24) | Years |
| ---------------------------- | ------------------------ | ------------------------ | ------------------------ | ------------------------ | ------------------------ | ------------------------ | ------------------------ | ------------------------ | ------------------------ | --------- | --------- | --------- | --------- | --------- | --------- | --------- | --------- | ----- |
| Albânia                      | ×                        | •                        | •                        | •                        | ×                        | ×                        | •                        | •                        | •                        | •         | •         | •         | •         | •         | GS        | •         | GS        | 2     |
| Áustria                      | •                        | •                        | •                        | •                        | •                        | •                        | •                        | •                        | •                        | •         | •         | •         | GS        | •         | GS        | q         | R16       | 4     |
| Bélgica                      | ×                        | •                        | •                        | 3rd                      | •                        | 2nd                      | GS                       | •                        | •                        | •         | GS        | •         | •         | •         | QF        | q         | R16       | 7     |
| Bulgária                     | •                        | •                        | •                        | •                        | •                        | •                        | •                        | •                        | •                        | GS        | •         | GS        | •         | •         | •         | •         | •         | 2     |
| Croácia                      | Parte da Jugoslávia      | Parte da Jugoslávia      | Parte da Jugoslávia      | Parte da Jugoslávia      | Parte da Jugoslávia      | Parte da Jugoslávia      | Parte da Jugoslávia      | Parte da Jugoslávia      | Parte da Jugoslávia      | QF        | •         | GS        | QF        | GS        | R16       | q         | GS        | 7     |
| Tchéquia                     | 3rd                      | •                        | •                        | •                        | 1st                      | 3rd                      | •                        | •                        | •                        | 2nd       | GS        | SF        | GS        | QF        | GS        | q         | GS        | 11    |
| Dinamarca                    | •                        | 4th                      | •                        | •                        | •                        | •                        | SF                       | GS                       | 1st                      | GS        | GS        | QF        | •         | GS        | •         | q         | R16       | 10    |
| Inglaterra                   | ×                        | •                        | 3rd                      | •                        | •                        | GS                       | •                        | GS                       | GS                       | SF        | GS        | QF        | •         | QF        | R16       | 2nd       | 2nd       | 11    |
| Finlândia                    | ×                        | ×                        | •                        | •                        | •                        | •                        | •                        | •                        | •                        | •         | •         | •         | •         | •         | •         | q         | •         | 1     |
| França                       | 4th                      | •                        | •                        | •                        | •                        | •                        | 1st                      | •                        | GS                       | SF        | 1st       | QF        | GS        | QF        | 2nd       | q         | SF        | 11    |
| Alemanha                     | ×                        | ×                        | •                        | 1st                      | 2nd                      | 1st                      | GS                       | SF                       | 2nd                      | 1st       | GS        | GS        | 2nd       | SF        | SF        | q         | QF        | 15    |
| Grécia                       | •                        | ×                        | •                        | •                        | •                        | GS                       | •                        | •                        | •                        | •         | •         | 1st       | GS        | QF        | •         | •         | •         | 4     |
| Geórgia                      | Parte da União Soviética | Parte da União Soviética | Parte da União Soviética | Parte da União Soviética | Parte da União Soviética | Parte da União Soviética | Parte da União Soviética | Parte da União Soviética | Parte da União Soviética | •         | •         | •         | •         | •         | •         | •         | R16       | 1     |
| Hungria                      | •                        | 3rd                      | •                        | 4th                      | •                        | •                        | •                        | •                        | •                        | •         | •         | •         | •         | •         | R16       |           | GS        | 4     |
| Islândia                     | ×                        | •                        | ×                        | ×                        | •                        | •                        | •                        | •                        | •                        | •         | •         | •         | •         | •         | QF        | •         | •         | 1     |
| Itália                       | ×                        | •                        | 1st                      | •                        | •                        | 4th                      | •                        | SF                       | •                        | GS        | 2nd       | GS        | QF        | 2nd       | QF        | 1st       | R16       | 11    |
| Letónia                      | Parte da União Soviética | Parte da União Soviética | Parte da União Soviética | Parte da União Soviética | Parte da União Soviética | Parte da União Soviética | Parte da União Soviética | Parte da União Soviética | Parte da União Soviética | •         | •         | GS        | •         | •         | •         | •         | •         | 1     |
| Países Baixos                | ×                        | •                        | •                        | •                        | 3rd                      | GS                       | •                        | 1st                      | SF                       | QF        | SF        | SF        | QF        | GS        | •         | q         | SF        | 11    |
| Irlanda do Norte             | ×                        | •                        | •                        | •                        | •                        | •                        | •                        | •                        | •                        | •         | •         | •         | •         | •         | R16       | •         | •         | 1     |
| Noruega                      | •                        | •                        | •                        | •                        | •                        | •                        | •                        | •                        | •                        | •         | GS        | •         | •         | •         | •         | •         | •         | 1     |
| Polónia                      | •                        | •                        | •                        | •                        | •                        | •                        | •                        | •                        | •                        | •         | •         | •         | GS        | GS        | QF        | q         | GS        | 5     |
| Portugal                     | •                        | •                        | •                        | •                        | •                        | •                        | SF                       | •                        | •                        | QF        | SF        | 2nd       | QF        | SF        | 1st       | q         | QF        | 9     |
| Irlanda                      | •                        | •                        | •                        | •                        | •                        | •                        | •                        | GS                       | •                        | •         | •         | •         | •         | GS        | R16       |           | •         | 3     |
| Romênia                      | •                        | •                        | •                        | •                        | •                        | •                        | GS                       | •                        | •                        | GS        | QF        | •         | GS        | •         | GS        |           | R16       | 6     |
| Rússia                       | 1st                      | 2nd                      | 4th                      | 2nd                      | •                        | •                        | •                        | 2nd                      | GS                       | GS        | •         | GS        | SF        | GS        | GS        | q         | ×         | 12    |
| Escócia                      | ×                        | ×                        | •                        | •                        | •                        | •                        | •                        | •                        | GS                       | GS        | •         | •         | •         | •         | •         |           | GS        | 3     |
| Sérvia                       | 2nd                      | •                        | 2nd                      | •                        | 4th                      | •                        | GS                       | •                        | •×                       | ×         | QF        | •         | •         | •         | •         |           | GS        | 6     |
| Eslováquia                   | Parte da Checoslováquia  | Parte da Checoslováquia  | Parte da Checoslováquia  | Parte da Checoslováquia  | Parte da Checoslováquia  | Parte da Checoslováquia  | Parte da Checoslováquia  | Parte da Checoslováquia  | Parte da Checoslováquia  | •         | •         | •         | •         | •         | R16       |           | R16       | 2     |
| Eslovênia                    | Parte da Jugoslávia      | Parte da Jugoslávia      | Parte da Jugoslávia      | Parte da Jugoslávia      | Parte da Jugoslávia      | Parte da Jugoslávia      | Parte da Jugoslávia      | Parte da Jugoslávia      | Parte da Jugoslávia      | •         | GS        | •         | •         | •         | •         | •         | R16       | 2     |
| Espanha                      | •×                       | 1st                      | •                        | •                        | •                        | GS                       | 2nd                      | GS                       | •                        | QF        | QF        | GS        | 1st       | 1st       | R16       | q         | 1st       | 12    |
| Suécia                       | ×                        | •                        | •                        | •                        | •                        | •                        | •                        | •                        | SF                       | •         | GS        | QF        | GS        | GS        | GS        | q         | •         | 7     |
| Suíça                        | ×                        | •                        | •                        | •                        | •                        | •                        | •                        | •                        | •                        | GS        | •         | GS        | GS        | •         | R16       | q         | QF        | 6     |
| Turquia                      | •                        | •                        | •                        | •                        | •                        | •                        | •                        | •                        | •                        | GS        | QF        | •         | SF        | •         | GS        | q         | QF        | 6     |
| Ucrânia                      | Parte da União Soviética | Parte da União Soviética | Parte da União Soviética | Parte da União Soviética | Parte da União Soviética | Parte da União Soviética | Parte da União Soviética | Parte da União Soviética | Parte da União Soviética | •         | •         | •         | •         | GS        | GS        | q         | GS        | 4     |
| País de Gales                | ×                        | •                        | •                        | •                        | •                        | •                        | •                        | •                        | •                        | •         | •         | •         | •         | •         | SF        | q         | •         | 2     |

Notas
1. ↑  Inclui 3 participações pela Checoslováquia
2. ↑  Inclui 5 participações como Alemanha Ocidental (RFA)
3. ↑  Incluindo o Campeonato Europeu de Futebol de 2024 para o qual a Alemanha já está qualificada na qualidade de nação anfitriã.
4. ↑  A Grécia participou na fase de qualificação para o torneio de 1964, tendo desistido logo na primeira pré-eliminatória, recusando-se a defrontar a Albânia devido ao corte de relações entre ambas as nações.
5. ↑  Inclui 5 participações como União Soviética e uma como CEI
6. ↑  Inlcui 4 participações como Jugoslávia e uma como Sérvia e Montenegro.
7. ↑  Foi desqualificada do Euro 1992 devido a sanções internacionais por causa da Guerra Civil Jugoslava
8. ↑  Por razões políticas, a Espanha recusou-se a viajar para a União Soviética para disputar o jogo de qualificação, tendo a União Soviética se apurado por falta de comaprência.

### Campeonato Europeu de Futebol Feminino
| Seleção (Total 18 seleções) | 1984 (4)                 | 1987 (4)                 | 1989 (4)                 | 1991 (4)                 | 1993 (4) | 1995 (4) | 1997 (8) | 2001 (8) | 2005 (8) | 2009 (12) | 2013 (12) | 2017 (16) | 2022 (16) | Years |
| --------------------------- | ------------------------ | ------------------------ | ------------------------ | ------------------------ | -------- | -------- | -------- | -------- | -------- | --------- | --------- | --------- | --------- | ----- |
| Áustria                     | ×                        | ×                        | ×                        | ×                        | ×        | ×        | •        | •        | •        | •         | •         | SF        | QF        | 2     |
| Bélgica                     | •                        | •                        | •                        | •                        | •        | •        | •        | •        | •        | •         | •         | GS        | QF        | 2     |
| Dinamarca                   | SF                       | •                        | •                        | 3º                       | 3º       | •        | GS       | SF       | GS       | GS        | SF        | 2º        | GS        | 10    |
| Inglaterra                  | 2º                       | 4º                       | •                        | •                        | •        | SF       | •        | GS       | GS       | 2º        | GS        | SF        | 1º        | 9     |
| Finlândia                   | •                        | •                        | •                        | •                        | •        | •        | •        | •        | SF       | QF        | GS        | •         | GS        | 4     |
| França                      | •                        | •                        | •                        | •                        | •        | •        | GS       | GS       | GS       | QF        | QF        | QF        | SF        | 7     |
| Alemanha                    | •                        | •                        | 1º                       | 1º                       | 4º       | 1º       | 1º       | 1º       | 1º       | 1º        | 1º        | QF        | 2º        | 11    |
| Islândia                    | •                        | ×                        | ×                        | ×                        | •        | •        | •        | •        | •        | GS        | QF        | GS        | GS        | 4     |
| Itália                      | SF                       | 3º                       | 4º                       | 4º                       | 2º       | •        | 2º       | GS       | GS       | QF        | QF        | GS        | GS        | 12    |
| Países Baixos               | •                        | •                        | •                        | •                        | •        | •        | •        | •        | •        | SF        | GS        | 1º        | QF        | 4     |
| Noruega                     | •                        | 1º                       | 2º                       | 2º                       | 1º       | SF       | GS       | SF       | 2º       | SF        | 2º        | GS        | GS        | 12    |
| Portugal                    | •                        | •                        | •                        | •                        | •        | •        | •        | •        | •        | •         | •         | GS        | GS        | 2     |
| Rússia                      | ×                        | ×                        | ×                        | ×                        | •        | •        | GS       | GS       | •        | GS        | GS        | GS        | •         | 5     |
| Escócia                     | •                        | •                        | •                        | ×                        | •        | •        | •        | •        | •        | •         | •         | GS        | •         | 1     |
| Espanha                     | ×                        | •                        | •                        | •                        | •        | •        | SF       | •        | •        | •         | QF        | QF        | QF        | 4     |
| Suécia                      | 1º                       | 2º                       | 3º                       | •                        | •        | 2º       | SF       | 2º       | SF       | QF        | SF        | QF        | SF        | 11    |
| Suíça                       | •                        | •                        | •                        | •                        | •        | •        | •        | •        | •        | •         | •         | GS        | GS        | 2     |
| Ucrânia                     | Parte da União Soviética | Parte da União Soviética | Parte da União Soviética | Parte da União Soviética | ×        | •        | •        | •        | •        | GS        | •         | •         | •         | 1     |
| Irlanda do Norte            | •                        | •                        | •                        | •                        | •        | •        | •        | •        | •        | •         | •         | •         | GS        | 1     |

### Campeonato Mundial de Futebol Sub-20
| Seleção             | 1977 (16) | 1979 (16) | 1981 (16) | 1983 (16) | 1985 (16) | 1987 (16) | 1989 (16) | 1991 (16) | 1993 (16) | 1995 (16) | 1997 (24) | 1999 (24) | 2001 (24) | 2003 (24) | 2005 (24) | 2007 (24) | 2009 (24) | 2011 (24) | 2013 (24) | 2015 (24) | 2017 (24) | 2019 (24) | 2023 (24) | Edições |
| ------------------- | --------- | --------- | --------- | --------- | --------- | --------- | --------- | --------- | --------- | --------- | --------- | --------- | --------- | --------- | --------- | --------- | --------- | --------- | --------- | --------- | --------- | --------- | --------- | ------- |
| Áustria             | R1        | •         | •         | R1        | •         | •         | •         | •         | •         | •         | •         | •         | •         | •         | •         | 4º        | •         | R1        | •         | R2        | •         | •         | •         | 5       |
| Bélgica             | •         | •         | •         | •         | •         | •         | •         | •         | •         | •         | R2        | •         | •         | •         | •         | •         | •         | •         | •         | •         | •         | •         | •         | 1       |
| Bulgária            | •         | •         | •         | •         | QF        | QF        | •         | •         | •         | •         | •         | •         | •         | •         | •         | •         | •         | •         | •         | •         | •         | •         | •         | 2       |
| Croácia             |           |           |           |           |           |           |           |           | •         | •         | •         | R2        | •         | •         | •         | •         | •         | R1        | R2        | •         | •         | •         | •         | 3       |
| Tchéquia            | •         | •         | •         | R1        | •         | •         | R1        | •         | •         | •         | •         | •         | QF        | R1        | •         | 2º        | R2        | •         | •         | •         | •         | •         | •         | 6       |
| Alemanha Oriental   | •         | •         | •         | •         | •         | 3º        | R1        | •         |           |           |           |           |           |           |           |           |           |           |           |           |           |           |           | 2       |
| Inglaterra          | •         | •         | 4º        | •         | R1        | •         | •         | R1        | 3º        | •         | R2        | R1        | •         | R1        | •         | •         | R1        | R2        | R1        | •         | 1º        | •         | R2        | 12      |
| Finlândia           | •         | •         | •         | •         | •         | •         | •         | •         | •         | •         | •         | •         | R1        | •         | •         | •         | •         | •         | •         | •         | •         | •         | •         | 1       |
| França              | R1        | •         | •         | •         | •         | •         | •         | •         | •         | •         | QF        | •         | QF        | •         | •         | •         | •         | 4º        | 1º        | •         | R2        | R2        | R1        | 8       |
| Alemanha            | •         | •         | 1º        | •         | •         | 2º        | •         | •         | R1        | R1        | •         | R1        | R2        | R1        | QF        | •         | QF        | •         | •         | QF        | R2        | •         | •         | 11      |
| Grécia              | •         | •         | •         | •         | •         | •         | •         | •         | •         | •         | •         | •         | •         | •         | •         | •         | •         | •         | R2        | •         | •         | •         | •         | 1       |
| Hungria             | R1        | R1        | •         | •         | R1        | •         | •         | •         | •         | •         | R1        | •         | •         | •         | •         | •         | 3º        | •         | •         | R2        | •         | •         | •         | 6       |
| Israel              | •         | •         | •         | •         | •         | •         | •         | •         | •         | •         | •         | •         | •         | •         | •         | •         | •         | •         | •         | •         | •         | •         | 3º        | 1       |
| Itália              | R1        | •         | R1        | •         | •         | QF        | •         | •         | •         | •         | •         | •         | •         | •         | QF        | •         | QF        | •         | •         | •         | 3º        | 4º        | 2º        | 8       |
| Cazaquistão         |           |           |           |           |           |           |           |           | •         | •         | •         | R1        | •         | •         | •         | •         | •         | •         | •         | •         | •         | •         | •         | 1       |
| Países Baixos       | •         | •         | •         | QF        | •         | •         | •         | •         | •         | R1        | •         | •         | QF        | •         | QF        | •         | •         | •         | •         | •         | •         | •         | •         | 4       |
| Noruega             | •         | •         | •         | •         | •         | •         | R1        | •         | R1        | •         | •         | •         | •         | •         | •         | •         | •         | •         | •         | •         | •         | R1        | •         | 3       |
| Polónia             | •         | 4º        | R1        | 3º        | •         | •         | •         | •         | •         | •         | •         | •         | •         | •         | •         | R2        | •         | •         | •         | •         | •         | R2        | •         | 5       |
| Portugal            | •         | QF        | •         | •         | •         | •         | 1º        | 1º        | R1        | 3º        | •         | R2        | •         | •         | •         | R2        | •         | 2º        | R2        | QF        | QF        | R1        | •         | 12      |
| Irlanda             | •         | •         | •         | •         | R1        | •         | •         | R1        | •         | •         | 3º        | R2        | •         | R2        | •         | •         | •         | •         | •         | •         | •         | •         | •         | 5       |
| Romênia             | •         | •         | 3º        | •         | •         | •         | •         | •         | •         | •         | •         | •         | •         | •         | •         | •         | •         | •         | •         | •         | •         | •         | •         | 1       |
| Rússia              | 1º        | 2º        | •         | R1        | 4º        | •         | QF        | 3º        | QF        | QF        | •         | •         | •         | •         | •         | •         | •         | •         | •         | •         | •         | •         | •         | 8       |
| Escócia             | •         | •         | •         | QF        | •         | QF        | •         | •         | •         | •         | •         | •         | •         | •         | •         | R1        | •         | •         | •         | •         | •         | •         | •         | 3       |
| Sérvia              | •         | R1        | •         | •         | •         | 1º        | •         | •         | •         | •         | •         | •         | •         | •         | •         | •         | •         | •         | •         | 1º        | •         | •         | •         | 3       |
| Eslováquia          |           |           |           |           |           |           |           |           |           | •         | •         | •         | •         | R2        | •         | •         | •         | •         | •         | •         | •         | •         | R2        | 2       |
| Espanha             | R1        | QF        | R1        | •         | 2º        | •         | R1        | QF        | •         | 4º        | QF        | 1º        | •         | 2º        | QF        | QF        | R2        | QF        | QF        | •         | •         | •         | •         | 15      |
| Suécia              | •         | •         | •         | •         | •         | •         | •         | R1        | •         | •         | •         | •         | •         | •         | •         | •         | •         | •         | •         | •         | •         | •         | •         | 1       |
| Suíça               | •         | •         | •         | •         | •         | •         | •         | •         | •         | •         | •         | •         | •         | •         | R1        | •         | •         | •         | •         | •         | •         | •         | •         | 1       |
| Turquia             | •         | •         | •         | •         | •         | •         | •         | •         | R1        | •         | •         | •         | •         | •         | R2        | •         | •         | •         | R2        | •         | •         | •         | •         | 3       |
| Ucrânia             |           |           |           |           |           |           |           |           | •         | •         | •         | •         | R2        | •         | R2        | •         | •         | •         | •         | R2        | •         | 1º        | •         | 4       |
| Total (30 seleções) | 6         | 6         | 6         | 6         | 6         | 6         | 6         | 6         | 6         | 5         | 6         | 7         | 6         | 6         | 7         | 6         | 6         | 6         | 7         | 6         | 5         | 6         | 5         |         |

Notas
1. ↑  O Cazaquistão representou a Ásia até ao ano 2000.

### Campeonato Mundial de Futebol Feminino Sub-20
| Seleção             | 2002 (12) | 2004 (12) | 2006 (16) | 2008 (16) | 2010 (16) | 2012 (16) | 2014 (16) | 2016 (16) | 2018 (16) | 2022 (16) | Edições |
| ------------------- | --------- | --------- | --------- | --------- | --------- | --------- | --------- | --------- | --------- | --------- | ------- |
| Dinamarca           | QF        | •         | •         | •         | •         | •         | •         | •         | •         | •         | 1       |
| Inglaterra          | QF        | •         | •         | QF        | GS        | •         | GS        | •         | 3rd       | •         | 5       |
| Finlândia           | •         | •         | GS        | •         | •         | •         | GS        | •         | •         | •         | 2       |
| França              | GS        | •         | QF        | 4º        | GS        | •         | 3rd       | 2º        | 4º        | QF        | 8       |
| Alemanha            | 3º        | 1º        | QF        | 3º        | 1º        | 2º        | 1º        | QF        | QF        | GS        | 10      |
| Itália              | •         | GS        | •         | •         | •         | GS        | •         | •         | •         | •         | 2       |
| Países Baixos       | •         | •         | •         | •         | •         | •         | •         | •         | QF        | 4º        | 2       |
| Noruega             | •         | •         | •         | GS        | •         | QF        | •         | •         | •         | •         | 2       |
| Rússia              | •         | QF        | QF        | •         | •         | •         | •         | •         | •         | •         | 2       |
| Espanha             | •         | GS        | •         | •         | •         | •         | •         | QF        | 2º        | 1º        | 4       |
| Suécia              | •         | •         | •         | •         | QF        | •         | •         | GS        | •         | •         | 2       |
| Suíça               | •         | •         | GS        | •         | GS        | GS        | •         | •         | •         | •         | 3       |
| Total (12 seleções) | 4         | 4         | 5         | 4         | 5         | 4         | 4         | 4         | 5         | 4         | 43      |

### Campeonato Mundial de Futebol Sub-17
| Seleção             | 1985 (16) | 1987 (16) | 1989 (16) | 1991 (16) | 1993 (16) | 1995 (16) | 1997 (16) | 1999 (16) | 2001 (16) | 2003 (16) | 2005 (16) | 2007 (24) | 2009 (24) | 2011 (24) | 2013 (24) | 2015 (24) | 2017 (24) | 2019 (24) | 2023 (24) | Edições |
| ------------------- | --------- | --------- | --------- | --------- | --------- | --------- | --------- | --------- | --------- | --------- | --------- | --------- | --------- | --------- | --------- | --------- | --------- | --------- | --------- | ------- |
| Áustria             | •         | •         | •         | •         | •         | •         | R1        | •         | •         | •         | •         | •         | •         | •         | R1        | •         | •         | •         | •         | 2       |
| Bélgica             | •         | •         | •         | •         | •         | •         | •         | •         | •         | •         | •         | R1        | •         | •         | •         | 3º        | •         | •         | •         | 2       |
| Croácia             | •         | •         | •         | •         | •         | •         | •         | •         | R1        | •         | •         | •         | •         | •         | R1        | QF        | •         | •         | •         | 3       |
| Tchéquia            | •         | •         | •         | •         | QF        | •         | •         | •         | •         | •         | •         | •         | •         | R1        | •         | •         | •         | •         | •         | 2       |
| Dinamarca           | •         | •         | •         | •         | •         | •         | •         | •         | •         | •         | •         | •         | •         | R1        | •         | •         | •         | •         | •         | 1       |
| Alemanha Oriental   | •         | •         | QF        | •         |           |           |           |           |           |           |           |           |           |           |           |           |           |           |           | 1       |
| Inglaterra          | •         | •         | •         | •         | •         | •         | •         | •         | •         | •         | •         | QF        | •         | QF        | •         | R1        | 1º        | •         | q         | 5       |
| Finlândia           | •         | •         | •         | •         | •         | •         | •         | •         | •         | R1        | •         | •         | •         | •         | •         | •         | •         | •         | •         | 1       |
| França              | •         | QF        | •         | •         | •         | •         | •         | •         | 1º        | •         | •         | QF        | •         | QF        | •         | R2        | R2        | 3º        | q         | 7       |
| Alemanha            | 2º        | •         | •         | QF        | •         | R1        | 4º        | R1        | •         | •         | •         | 3º        | R2        | 3º        | •         | R2        | QF        | •         | q         | 11      |
| Hungria             | QF        | •         | •         | •         | •         | •         | •         | •         | •         | •         | •         | •         | •         | •         | •         | •         | •         | R1        | •         | 2       |
| Itália              | R1        | 4º        | •         | R1        | R1        | •         | •         | •         | •         | •         | R1        | •         | QF        | •         | R2        | •         | •         | QF        | •         | 8       |
| Países Baixos       | •         | •         | •         | •         | •         | •         | •         | •         | •         | •         | 3º        | •         | R1        | R1        | •         | •         | •         | 4º        | •         | 4       |
| Polónia             | •         | •         | •         | •         | 4º        | •         | •         | R1        | •         | •         | •         | •         | •         | •         | •         | •         | •         | •         | q         | 3       |
| Portugal            | •         | •         | 3º        | •         | •         | QF        | •         | •         | •         | QF        | •         | •         | •         | •         | •         | •         | •         | •         | •         | 3       |
| Rússia              | •         | 1º        | •         | •         | •         | •         | •         | •         | •         | •         | •         | •         | •         | •         | R2        | R2        | •         | •         | •         | 3       |
| Escócia             | •         | •         | 2º        | •         | •         | •         | •         | •         | •         | •         | •         | •         | •         | •         | •         | •         | •         | •         | •         | 1       |
| Eslováquia          | •         | •         | •         | •         | •         | •         | •         | •         | •         | •         | •         | •         | •         | •         | R2        | •         | •         | •         | •         | 1       |
| Espanha             | •         | •         | •         | 2º        | •         | R1        | 3º        | R1        | R1        | 2º        | •         | 2º        | 3º        | •         | •         | •         | 2nd       | QF        | q         | 11      |
| Suécia              | •         | •         | •         | •         | •         | •         | •         | •         | •         | •         | •         | •         | •         | •         | 3º        | •         | •         | •         | •         | 1       |
| Suíça               | •         | •         | •         | •         | •         | •         | •         | •         | •         | •         | •         | •         | 1º        | •         | •         | •         | •         | •         | •         | 1       |
| Turquia             | •         | •         | •         | •         | •         | •         | •         | •         | •         | •         | 4º        | •         | QF        | •         | •         | •         | R1        | •         | •         | 3       |
| Total (22 seleções) | 3         | 3         | 3         | 3         | 3         | 3         | 3         | 3         | 3         | 3         | 3         | 5         | 6         | 6         | 6         | 6         | 5         | 5         | 5         |         |

### Campeonato Mundial de Futebol Feminino Sub-17
| Seleção            | 2008 (16) | 2010 (16) | 2012 (16) | 2014 (16) | 2016 (16) | 2018 (16) | 2022 (16) | Edições |
| ------------------ | --------- | --------- | --------- | --------- | --------- | --------- | --------- | ------- |
| Azerbaijão         | •         | •         | R1        | •         | •         | •         | •         | 1       |
| Dinamarca          | QF        | •         | •         | •         | •         | •         | •         | 1       |
| Inglaterra         | 4º        | •         | •         | •         | QF        | •         | •         | 2       |
| Finlândia          | •         | •         | •         | •         | •         | GS        | •         | 1       |
| França             | R1        | •         | 1º        | •         | •         | •         | GS        | 3       |
| Alemanha           | 3º        | QF        | 4º        | GS        | QF        | QF        | 4º        | 7       |
| Itália             | •         | •         | •         | 3º        | •         | •         | •         | 1       |
| Irlanda            | •         | QF        | •         | •         | •         | •         | •         | 1       |
| Espanha            | •         | 3º        | •         | 2º        | 3º        | 1º        | 1º        | 5       |
| Total (9 seleções) | 4         | 3         | 3         | 3         | 3         | 3         | 3         | 19      |

### Campeonato Mundial de Futsal
| Seleção             | 1989 (16) | 1992 (16) | 1996 (16) | 2000 (16) | 2004 (16) | 2008 (20) | 2012 (24) | 2016 (24) | 2021 (24) | Edições |
| ------------------- | --------- | --------- | --------- | --------- | --------- | --------- | --------- | --------- | --------- | ------- |
| Azerbaijão          |           |           |           |           |           |           |           | QF        |           | 1       |
| Bélgica             | 4º        | R2        | R2        |           |           |           |           |           |           | 3       |
| Croácia             |           |           |           | R2        |           |           |           |           |           | 1       |
| República Checa     |           |           |           |           | R2        | R1        | R2        |           | R2        | 4       |
| Dinamarca           | R1        |           |           |           |           |           |           |           |           | 1       |
| Hungria             | R2        |           |           |           |           |           |           |           |           | 1       |
| Itália              | R2        | R1        | R2        |           | 2º        | 3º        | 3º        | R2        |           | 7       |
| Cazaquistão         |           |           |           | R1        |           |           |           | R2        | 4º        | 3       |
| Lituânia            |           |           |           |           |           |           |           |           | R1        | 1       |
| Países Baixos       | 2º        | R2        | R2        | R2        |           |           |           |           |           | 4       |
| Polónia             |           | R2        |           |           |           |           |           |           |           | 1       |
| Portugal            |           |           |           | 3º        | R2        | R1        | QF        | 4º        | 1º        | 6       |
| Rússia              |           | R1        | 3º        | 4º        |           | 4º        | QF        | 2º        | QF        | 7       |
| Sérvia              |           |           |           |           |           |           | R2        |           | R2        | 2       |
| Espanha             | R1        | 3º        | 2º        | 1º        | 1º        | 2º        | 2º        | QF        | QF        | 9       |
| Ucrânia             |           |           | 4º        |           | R2        | R2        | QF        | R2        |           | 5       |
| Total (16 seleções) | 6         | 6         | 6         | 6         | 5         | 6         | 7         | 7         | 7         | 56      |

### Torneio Mundial de Futsal Feminino
| Seleção            | 2010 (8) | 2011 (8) | 2012 (10) | 2013 (9) | 2014 (7) | 2015 (8) | Edições |
| ------------------ | -------- | -------- | --------- | -------- | -------- | -------- | ------- |
| Portugal           | 2º       | 3º       | 2º        | 4º       | 2º       | 4º       | 6       |
| Rússia             | SF       | 4º       | 4º        | 3º       | 7º       | 2º       | 6       |
| Espanha            | SF       | 2º       | 3º        | 2º       | 3º       | 3º       | 5       |
| Ucrânia            |          |          | 5º        | 6º       |          |          | 2       |
| Total (4 seleções) | 3        | 3        | 4         | 4        | 3        | 3        |         |

### Campeonato do Mundo de Futebol de Praia
| Seleção             | 1995 (8) | 1996 (8) | 1997 (8) | 1998 (10) | 1999 (12) | 2000 (12) | 2001 (12) | 2002 (8) | 2003 (8) | 2004 (12) | 2005 (12) | 2006 (16) | 2007 (16) | 2008 (16) | 2009 (16) | 2011 (16) | 2013 (16) | 2015 (16) | 2017 (16) | 2019 (16) | 2021 (16) | 2024 (16) | Edições |
| ------------------- | -------- | -------- | -------- | --------- | --------- | --------- | --------- | -------- | -------- | --------- | --------- | --------- | --------- | --------- | --------- | --------- | --------- | --------- | --------- | --------- | --------- | --------- | ------- |
| Bielorrússia        | •        | •        | •        | •         | •         | •         | •         | •        | •        | •         | ×         | ×         | ×         | •         | •         | •         | •         | •         | •         | R1 11º    | R1 14º    | q         | 3       |
| Bélgica             | •        | •        | •        | •         | •         | •         | •         | •        | •        | R1 12º    | •         | •         | ×         | ×         | •         | ×         | ×         | ×         | ×         | ×         | ×         | ×         | 1       |
| Dinamarca           | •        | R1 6º    | •        | •         | •         | •         | •         | •        | •        | •         | ×         | ×         | ×         | ×         | ×         | ×         | ×         | ×         | •         | ×         | •         | •         | 1       |
| Inglaterra          | 3º       | •        | •        | •         | •         | •         | •         | •        | •        | •         | •         | •         | •         | •         | •         | •         | •         | •         | •         | ×         | •         | ×         | 1       |
| França              | •        | •        | R1 7º    | 2º        | R1 11º    | R1 11º    | 2º        | R1 7º    | 4º       | QF 5º     | 1º        | 3º        | 4º        | QF 8º     | •         | •         | •         | •         | •         | •         | •         | •         | 12      |
| Alemanha            | R1 5º    | •        | •        | •         | •         | R1 12º    | R1 12º    | •        | •        | R1 11º    | •         | •         | •         | •         | •         | •         | •         | •         | •         | •         | •         | •         | 4       |
| Itália              | 4º       | 3º       | R1 5º    | R1 10º    | R1 9º     | QF 8º     | QF 8º     | R1 6º    | R1 6º    | 4º        | •         | R1 15º    | R1 10º    | 2º        | QF 8º     | QF 5º     | •         | 4º        | 4º        | 2º        | •         | q         | 19      |
| Países Baixos       | R1 8º    | •        | •        | •         | •         | •         | •         | •        | •        | •         | •         | •         | ×         | •         | •         | •         | R1 14º    | ×         | •         | ×         | ×         | ×         | 2       |
| Polônia             | •        | •        | •        | •         | •         | •         | •         | •        | •        | •         | •         | R1 11º    | •         | •         | •         | •         | •         | •         | R1 15º    | •         | •         | •         | 2       |
| Portugal            | •        | •        | R1 6º    | R1 5º     | 2º        | QF 6º     | 1º        | 2º       | 3º       | 3º        | 2º        | 4º        | QF 8º     | 3º        | 3º        | 3º        | •         | 1st       | QF 8º     | 1st       | R1 10º    | q         | 19      |
| Rússia              | •        | R1 5º    | •        | •         | •         | •         | •         | •        | •        | •         | ×         | •         | R1 9º     | QF 6º     | QF 7º     | 1º        | 1º        | 3º        | •         | 3º        | 1st       | ×         | 10      |
| Espanha             | •        | •        | •        | R1 6º     | QF 5º     | 3º        | QF 6º     | R1 6º    | 2º       | 2º        | QF 7º     | R1 10º    | QF 7º     | 4º        | QF 6º     | •         | 2º        | R1 10º    | •         | •         | QF 7º     | q         | 15      |
| Suíça               | •        | •        | •        | •         | •         | •         | •         | •        | •        | QF 8º     | •         | •         | •         | •         | 2º        | R1 10º    | •         | QF 8º     | QF 5º     | QF 8º     | 3º        | •         | 7       |
| Turquia             | •        | •        | •        | •         | •         | •         | R1 10º    | •        | •        | •         | •         | ×         | •         | ×         | •         | •         | •         | •         | •         | •         | •         | •         | 1       |
| Ucrânia             | •        | •        | •        | •         | •         | •         | •         | •        | •        | •         | QF 6º     | •         | •         | •         | •         | R1 9º     | R1 12º    | •         | •         | ×         | ×         | ×         | 3       |
| Total (15 seleções) | 4        | 3        | 3        | 4         | 4         | 5         | 6         | 4        | 4        | 7         | 4         | 5         | 5         | 5         | 5         | 5         | 4         | 5         | 4         | 5         | 5         | 4         |         |

### Taça das Confederações(extinta)
| Seleção             | 1992 (4) | 1995 (6) | 1997 (8) | 1999 (8) | 2001 (8) | 2003 (8) | 2005 (8) | 2009 (8) | 2013 (8) | 2017 (8) | Edições |
| ------------------- | -------- | -------- | -------- | -------- | -------- | -------- | -------- | -------- | -------- | -------- | ------- |
| Tchéquia            | ×        | •        | 3rd      | •        | •        | •        | •        | •        | •        | •        | 1       |
| Dinamarca           | ×        | 1st      | •        | •        | •        | •        | •        | •        | •        | •        | 1       |
| França              | ×        | •        | •        | ••       | 1st      | 1st      | •        | •        | •        | •        | 2       |
| Alemanha            | ×        | •        | ••       | GS       | •        | ••       | 3rd      | •        | •        | 1st      | 3       |
| Grécia              | ×        | •        | •        | •        | •        | •        | GS       | •        | •        | •        | 1       |
| Itália              | ×        | •        | •        | •        | •        | ••       | •        | GS       | 3rd      | •        | 2       |
| Portugal            | ×        | •        | •        | •        | •        | •        | •        | •        | •        | 3rd      | 1       |
| Rússia              | ×        | •        | •        | •        | •        | •        | •        | •        | •        | GS       | 1       |
| Espanha             | ×        | •        | •        | •        | •        | ••       | •        | 3rd      | 2nd      | •        | 2       |
| Turquia             | ×        | •        | •        | •        | •        | 3rd      | •        | •        | •        | •        | 1       |
| Total (10 seleções) | 0        | 1        | 1        | 1        | 1        | 2        | 2        | 2        | 2        | 3        | 15      |

### Outros Títulos de seleções
- Jogos da Lusofonia
  - Medalha de ouro -  Portugal (2006).
- Universíada
  - Medalha de ouro -  Ucrânia (2007, 2009);  União Soviética (1987);  República Checa (1993);  Itália (1997);  Espanha (1999);  França (2013)
- Universíada (futebol feminino)
  - Medalha de ouro -  Grã-Bretanha (2013)
- Pequena Taça do Mundo
  -  Alemanha Oriental (1975[nota 1])
- Torneio Internacional de Paris
  -  Países-baixos (1978);  Roménia (1983)
- Jogos da Francofonia
  - Medalha de ouro:  França (1994)
- Torneio da França
  -  Inglaterra (1997)
- Macabíadas
  - medalha de ouro -  Israel  (2005)
- Jogos da CPLP
  - medalha de ouro -  Portugal (2010, 2012)

#### Outras campanhas de destaque de seleções
- Mundialito
  - 4º lugar -  Países-baixos (1980);[nota 2]  Itália (1980)[nota 2]
  - 6º lugar -  Alemanha (1980)
- Taça Independência
  - 2º lugar -  Portugal (1973)
  - 3º lugar -  Jugoslávia (1970)
- Torneio Bicentenário dos EUA
  - 2º lugar -  Inglaterra (1976)
  - 3º lugar -  Itália (1976)
- Jogos da Lusofonia
  - medalha de prata -  Portugal (2009)
- Universíada
  - Medalha de prata -  Itália (1999, 2003, 2005, 2007, 2009);  Grã-Bretanha (2011, 2013);  Países-baixos (1991);  Ucrânia (2001);
  - Medalha de bronze -  Roménia (1979);  Grã-Bretanha (1991);  Alemanha (1993);  Rússia (1995);  República Checa (2003)
- Universíada (futebol feminino)
  - Medalha de prata -  Países-baixos (2001);  Rússia (2007)
  - Medalha de bronze -  Rússia (1993);  Grã-Bretanha (2009)
- Jogos da Boa Vontade (futebol feminino)
  - medalha de bronze -  Noruega (1998)
- Jogos Olímpicos da Juventude (feminino)
  - medalha de bronze:  Turquia (2010)
- Jogos da Francofonia
  - Medalha de prata:  França (2001)
- Jogos Mundiais Militares (feminino)
  - Medalha de prata:  Alemanha (2011)
  - medalha de bronze:  Países-baixos (2011)
- Torneio da França
  - 3º lugar -  França (1997)
  - 4º lugar -  Itália (1997)
- Macabíadas
  - medalha de prata -  Grã-Bretanha  (2009)
  - medalha de bronze -  Israel  (2001, 2009)
- Macabíadas (futebol feminino)
  - medalha de prata -  Israel  (2009)
- Torneio Internacional de Toulon
  - 2º lugar -  França (2014)
  - 3º lugar -  Portugal (2014)
  - 4º lugar -  Inglaterra (2014)

### Títulos de clubes
- Campeonato do Mundo de Clubes da FIFA
  -  Barcelona (2009, 2011,2015);  Real Madrid (2014, 2016, 2017,

2018);  Milan (2007);  Manchester United (2008);  Internazionale (2010);  Bayern de Munique (2013);  Liverpool (2019).
- Taça Intercontinental (e/ ou Taça Europeia/Sul-Americana)
  -  Real Madrid (1960, 1998, 2002);  Milan (1969, 1989, 1990);  Internazionale (1964, 1965);  Ajax (1972, 1995);  Bayern de Munique (1976, 2001);  Juventus (1985, 1996);  Porto (1987, 2004);  Feyenoord (1970);  Atlético de Madrid (1974);  Estrela Vermelha (1991);  Borussia Dortmund (1997);  Manchester United (1999)
- Pequena Taça do Mundo
  -  Real Madrid (1952, 1956);  Barcelona (1957);  Benfica (1965[nota 1]);  Valencia (1966[nota 1]);  Atlético de Bilbao (1967[nota 1]);  Sparta de Praga (1969[nota 1]);  Vitória de Setúbal (1970[nota 1])
- Mundialito de Clubes
  -  Internazionale (1981);  Juventus (1983);  Milan (1987)
- Torneio Internacional de Paris
  -  Paris Saint-Germain (1980, 1981, 1984, 1986, 1989, 1992, 1993);  Anderlecht (1964, 1966, 1977);  Racing Club de Paris (1958, 1959);   Estrela Vermelha (1962);  Sparta de Praga (1965);  Feyenoord (1973);  Valencia (1975);  Benfica (1979);  Waregem (1985);  Montpellier (1988);  Olympique de Marseille (1991);  Bordeaux (2010); Barcelona (2012)

#### Campanhas de destaque de clubes
- Campeonato do Mundo de Clubes da FIFA
  - 2º lugar -  Liverpool (2005);  Barcelona (2006);  Chelsea (2012)
  - 4º lugar -  Real Madrid (2000)
  - 5º lugar -  Manchester United (2000)
- Pequena Taça do Mundo
  - 2º lugar -  Roma (1954);  Valencia (1955);  Real Madrid (1963[nota 1]);  Atlético de Madrid (1965[nota 1]);  Vitória de Guimarães (1966[nota 1]);  Académica de Coimbra (1967[nota 1]);  Deportivo La Coruña (1969[nota 1]);  Boavista (1975[nota 1])
  - 3º lugar -  Porto (1956, 1963[nota 1]);  Barcelona (1954);   Benfica (1955);  Sevilla (1957);  Lazio (1966[nota 1]);  Sporting (1969[nota 1]);  Zaragoza (1975[nota 1])
  - 4º lugar -  Roma (1956)
- Taça Rio
  - 2º lugar -  Juventus (1951)
  - 3º lugar -  Áustria Viena (1951)
  - 4º lugar -  Áustria Viena (1952)
- Mundialito de Clubes
  - 2º lugar -  Porto (1987)
  - 3º lugar -  Milan (1981);  Internazionale (1987)
  - 4º lugar -  Feyenoord (1981);  Milan (1983);  Barcelona (1987)
  - 5º lugar -  Internazionale (1983);  Paris Saint-Germain (1987)
- Supertaça dos Campeões Intercontinentais
  - 2º lugar -  Internazionale (1968)

## Lista de presidentes
| Ano             | Presidente         |
| --------------- | ------------------ |
| 1954–1959       | Ebbe Schwartz      |
| 1962–1972       | Gustav Wiederkehr  |
| 1973–1983       | Artemio Franchi    |
| 1983–1990       | Jacques Georges    |
| 1990–2007       | Lennart Johansson  |
| 2007–2015       | Michel Platini     |
| 2015–2016       | Ángel María Villar |
| 2016–atualidade | Aleksander Čeferin |

## Lista de ligas associadas
| - Albânia - Alemanha - Andorra - Arménia - Áustria - Azerbaijão - Bélgica - Bielorrússia - Bósnia e Herzegovina | - Bulgária - Cazaquistão - Chipre - Croácia - Dinamarca - Escócia - Eslováquia - Eslovénia - Espanha | - Estónia - Finlândia - França - Geórgia - Gibraltar - Grécia - Hungria - Ilhas Faroe - Inglaterra | - Irlanda - Irlanda do Norte - Islândia - Israel - Itália - Kosovo - Letónia - Lituânia - Luxemburgo | - Macedónia - Malta - Moldávia - Montenegro - Noruega - País de Gales - Holanda - Polônia - Portugal | - República Checa - Roménia - Rússia - São Marino - Sérvia - Suécia - Suíça - Turquia - Ucrânia |

OBS: o Liechtenstein é o único membro da UEFA que não tem um campeonato, apenas a Taça do Liechtenstein, com os seus clubes a disputarem os campeonatos da Suíça.
Extintas:

 Alemanha Oriental
 Jugoslávia
 Sérvia e Montenegro
 Checoslováquia
 União Soviética

## Calendário europeu
Dos 55 membros, 11 seguem um calendário Primavera-Outono, designadas por ligas de Verão: Bielorússia, Estónia, Ilhas Faroé, Islândia, Finlândia, Cazquistão, Letónia, Lituânia, Noruega, República da Irlanda e Suécia.
A maior parte das ligas europeias segue um calendário Outono-Primavera (alguns destes países apresentam uma pausa também no inverno devido à frequente presença de neve, como a Rússia e a Alemanha).
Este é o calendário seguido pela maior parte dos países membros da UEFA.
| Janeiro                     | Fevereiro                   | Março                       | Abril                        | Maio                        | Junho | Julho                          | Agosto                         | Setembro                       | Outubro                        | Novembro                       | Dezembro                       |
| --------------------------- | --------------------------- | --------------------------- | ---------------------------- | --------------------------- | ----- | ------------------------------ | ------------------------------ | ------------------------------ | ------------------------------ | ------------------------------ | ------------------------------ |
| Ligas nacionais (1ª volta)  | Ligas nacionais (1ª volta)  | Ligas nacionais (1ª volta)  | Ligas nacionais (1ª volta)   | Ligas nacionais (1ª volta)  |       |                                | Ligas nacionais (2ª volta)     | Ligas nacionais (2ª volta)     | Ligas nacionais (2ª volta)     | Ligas nacionais (2ª volta)     | Ligas nacionais (2ª volta)     |
| Campeonatos nacionais (fim) | Campeonatos nacionais (fim) | Campeonatos nacionais (fim) | Campeonatos nacionais (fim)  | Campeonatos nacionais (fim) |       |                                | Campeonatos nacionais (início) | Campeonatos nacionais (início) | Campeonatos nacionais (início) | Campeonatos nacionais (início) | Campeonatos nacionais (início) |
|                             | UCL (Oitavos)               | UCL (Oitavos)               | UCL e UWCL (Quartos e Meias) | UCL e UWCL (Final)          |       | UCL e UWCL (Pré-eliminatórias) | UCL e UWCL (Pré-eliminatórias) | UCL e UWCL (fase de grupos)    | UCL e UWCL (fase de grupos)    | UCL e UWCL (fase de grupos)    | UCL e UWCL (fase de grupos)    |
|                             | UEL (16 avos)               | UEL (oitavos)               | UEL (Quartos)                | UEL (Meias e Final)         |       | UEL (Pré-eliminatórias)        | UEL (Pré-eliminatórias)        | UEL (fase de grupos)           | UEL (fase de grupos)           | UEL (fase de grupos)           | UEL (fase de grupos)           |